# Andorra Challenger 2001
L'Andorra Challenger 2001 è stato un torneo di tennis facente parte della categoria ATP Challenger Series nell'ambito dell'ATP Challenger Series 2001. Il torneo si è giocato a Andorra in Andorra dal 25 al 30 giugno 2001 su campi in cemento.

## Vincitori

### Singolare
Noam Okun ha battuto in finale  Christian Vinck 6-2, 6-4

### Doppio
Denis Golovanov /  Tuomas Ketola hanno battuto in finale  Julián Alonso /  Jairo Velasco, Jr. 6-3, 6-4